# (5282) Yamatotakeru
(5282) Yamatotakeru es un asteroide que forma parte del cinturón de asteroides y fue descubierto el 2 de noviembre de 1988 por Yoshiaki Oshima desde el Observatorio Gekko, en Kannami, Japón.

## Designación y nombre
Yamatotakeru se designó al principio como 1988 VT.
Posteriormente, en 1994, recibió su nombre de Yamatotakeru, un personaje legendario de las tradiciones japonesas.

## Características orbitales
Yamatotakeru está situado a una distancia media del Sol de 2,73 ua, pudiendo alejarse hasta 3,067 ua y acercarse hasta 2,394 ua. Tiene una excentricidad de 0,1233 y una inclinación orbital de 12,23 grados. Emplea en completar una órbita alrededor del Sol 1648 días. El movimiento de Yamatotakeru sobre el fondo estelar es de 0,2185 grados por día.

## Características físicas
La magnitud absoluta de Yamatotakeru es 12,9.